# Francesco Orestano
Francesco Orestano (Alia, 14 aprile 1873 – Roma, 20 agosto 1945) è stato un filosofo italiano, padre del giurista Riccardo Orestano.

## Biografia
Nel 1896 si laureò in giurisprudenza all'Università di Palermo. Più tardi, nel 1901, in Germania, conseguì la laurea in filosofia all'Università di Lipsia. Ritornato in Italia, insegnò dal 1903 filosofia morale, alla Sapienza - Università di Roma e, dal 1907 al 1924, a Palermo.
Collaborò con Filippo Tommaso Marinetti nella concezione del pensiero futurista, e lavorando ad alcune pubblicazioni comuni. Fu inoltre vicino alle idee fasciste, collaborando tra l'altro con la rivista Gerarchia, diretta da Benito Mussolini. Invitato dal generale Italo Balbo nella Libia italiana, difese gli ideali e gli intenti fascisti in contrapposizione al nazionalismo. Molto cattolico, si oppose tuttavia al pensiero popolare e democristiano, del quale era all'epoca portatore il Partito Popolare Italiano di don Luigi Sturzo.
Orestano fu eticista, fenomenologo e promulgatore d'un'idea filosofica positivista ispirata anche a Johann Friedrich Herbart, che egli stesso denominò super-realismo. Nel 1924 si ritirò a vita privata nella sua casa di Roma per dedicarsi alla sua opera principale Nuovi Principi. Tuttavia in seguito riprese l'insegnamento universitario come docente di etica nell'Università di Pavia. "Nel settembre 1929 divenne membro della neonata Accademia d'Italia e nel 1931 presidente della Società filosofica italiana".
Morì in povertà raccolto in una profonda fede religiosa. Autore di noti aforismi, a lui sono intitolate una via di Roma e una scuola primaria di Palermo.
Tutta la sua produzione, edita e inedita, composta da circa 80 pubblicazioni, è stata pubblicata negli anni sessanta dalla casa editrice CEDAM, in un'Opera omnia, suddivisa in cinque sezioni.

## Opere
- Comenio, Roma, Biblioteca Pedagogica de “i Diritti della scuola”, 1906
- Angiulli, Roma, Biblioteca Pedagogica de “i Diritti della scuola”, 1907
- A proposito di un libro: principi di pedagogia e didattica, di P. Barth, Città di Castello, Ed. Dante Alighieri, 1917
- Un'aristocrazia di popoli: saggio di una valutazione aristocratica delle nazionalità, Milano, Fratelli Treves, 1918
- Nuovi principi, Roma, Edizioni Optima, 1925
- Verità dimostrate, Napoli, Casa Editrice Rondinella, 1934
- Opera letteraria di Benedetta, Roma, Edizioni Futuriste di Poesia, 1936
- Esame critico di Marinetti e del Futurismo, Roma, Estratto dalla "Rassegna Nazionale", 1938
- Civiltà europea e civiltà americana, Roma, M. Danesi, 1938
- Nuove vedute logiche, Milano, F.lli Bocca, 1939
- Nuovi principi, Milano, Bocca, 1939
- Il nuovo realismo, Milano, F.lli Bocca, 1939
- Verità dimostrate, Milano, F.lli Bocca, 1939
- Idee e concetti, Milano, F.lli Bocca, 1939
- Celebrazioni I, Milano, Fratelli Bocca Editori, 1940
- Celebrazioni, 2 vol., Padova, CEDAM, 1961 (1ª ediz. 1940)
- Filosofia del diritto, Milano, F.lli Bocca, 1941
- Gravia levia, Milano, F.lli Bocca, 1941
- Saggi giuridici, Milano, F.lli Bocca, 1941
- Verso la nuova Europa, Milano, F.lli Bocca, 1941
- Prolegomeni alla scienza del bene e del male, Milano, F. lli Bocca, 1942
- Leonardo, Galilei, Tasso, Milano, F.lli Bocca, 1943
- La conflagrazione spirituale e altri Saggi filosofici, Milano, F.lli Bocca, 1944
- Opera omnia, Padova, CEDAM, 1960-1969. Comprende:

1. Opere teoretiche, 1960
2. Opere morali, 1960
3. Opere giuridico-politiche
1: Filosofia del diritto ; Saggi giuridici, 1961
2: Verso la nuova Europa; La conflagrazione spirituale e altri saggi filosofici, 1961
4. Opere varie
1: Celebrazioni 1. ; Celebrazioni 2. ; Gravia levia, 1961
2: Pensieri, un libro per tutti ; Leonardo, Galilei, Tasso, 1962
5. Opere inedite
1: Studi di storia della filosofia : Kant, Rosmini, Nietzsche, Contributi vari, 1963
2.1: Studi pedagogici, 1., 1964
2.2: Studi pedagogici, 2., 1965
3: Studi danteschi e saggi di estetica e letteratura; conversazioni di varia filosofia; corsi, ricerche e conferenze, 1966
4: Studi sulla Sicilia, 1967
5: Filosofia della moda e questioni sociali, 1969